# Владимир Воронежский
 Владимир Воронежский  (настоящее имя — Владимир Чуриков, род. 25 июля 1959 года, г. Воронеж) —  создатель, идейный лидер и автор текстов песен музыкального проекта «А.НЕМЕЦЪ», входящего в число лучших неформальных проектов русского шансона.

## Биография
Владимир Воронежский – создатель, идейный лидер и автор текстов песен музыкального проекта «А.НЕМЕЦЪ», входящего в число лучших неформальных проектов русского шансона. Настоящее имя – Владимир Чуриков. Родился в г.Воронеже 25 июля 1959 года. Учился в школе № 13 и № 73. Годы службы в армии - 1981-1983, в Хабаровске и на о.Сахалине. Высшее образование (геофак ВГУ). Направления творческой и социальной деятельности – самиздатская песня, независимая публицистика, спонтанная журналистика, идеалистический контрпонтизм, диалектический контрконформизм, мистический реализм.
Во время службы в армии Владимир Воронежский (уже написавший к тому времени такие свои тексты, как «Последний букет», «Я вновь по лестницам крутым», «Есения», «Свобода дорогая») знакомится с Александром Немцем и, безошибочно оценив его исполнительские возможности, начинает выстраивание всей перспективной концепции будущего музыкального проекта, где А.Немцу отводилась не только главная роль единомышленника и основного исполнителя, но и роль автора музыки, с которой тому, в дальнейшем, действительно, тоже удалось успешно справиться.
Там же, на о.Сахалине, в 1982 году происходит ещё одно знаковое для В.Воронежского и А.Немца знакомство. Именно тогда в военной части состоялось выступление известного московского экстрасенса Ольги Мигуновой  (единственной ученицы знаменитого Вольфа Мессинга), с именем которой сейчас во многом связывают успех музыкального проекта «А.НЕМЕЦЪ», хотя, в целом, эта тема до сих пор остаётся закрытой для публикаций.
По самой общепринятой версии, первый альбом «Несмотря ни на что» был записан в 1989 году, в Воронеже, на обычной городской  квартире в Юго-Западном микрорайоне. Запись, несмотря на не достаточно высокое качество звука, очень быстро распространилась по всей территории бывшего СССР. Основную роль в этом сыграла, вероятнее всего, московская студия «Юго-Запад». Через неё же начиналось тиражирование и второго, не менее успешного альбома «Зона выживания», записанного в 1990 году в студии «ЗЕТ» Андрея Синяева (г.Москва, ДК МЭЛЗ, там же, где осуществлялись отдельные записи Игоря Талькова, Ольги Кормухиной, Никиты Джигурды). Но нельзя при этом не сказать и о значении личного знакомства В.Воронежского и А.Немца с одним из создателей легендарного Московского Магнитоиздата Валерием Ушаковым, состоявшегося в 1989 году по рекомендациям Игоря Замараева (студия Московского Дворца молодёжи), в то время работавшего с Сергеем Минаевым, и Андрея Лукинова, работавшего тогда с начинающей группой "Любэ".
После выхода в свет второго альбома В.Воронежский подписывает контракт на участие «А.НЕМЦА» в первом историческом шоу-фестивале «Русский шансон», который состоялся в феврале 1991 года на одной из самых престижных концертных площадок страны - в Московском Театре Эстрады. Всего год потребовался В.Воронежскому и А.Немцу  для того, чтобы, начав с нуля, оказаться в числе наиболее известных исполнителей самого вольного песенного жанра, таких как Александр Новиков, Михаил Шелег, Никита Джигурда, Антон Токарев, Ника и др.
С 1990 года песни «А.НЕМЦА» можно было уже услышать и на Центральных радиостанциях страны.
Наиболее популярные хиты проекта – «Хлеб», «Колонна» («Наливник»), «Майский ветер», «Самоубийство», «Инвалид», «Утро из перламутра», «День проходит», «Про Генку», «С Новым годом!», «Пятый блок», «Начальничек», «Он жил то в кайфе, то в тоске», «Я распугал друзей», «Мысли», «Я вновь по лестницам крутым» и т.д.. 
Особенно наглядно неудержимым стало движение к успеху песни «Колонна» (текст - В.Воронежский, музыка – А.Немец, исполнение – музыкальный проект «А.НЕМЕЦЪ»). Уже не одно поколение слушателей справедливо считает, что это одна из самых сильных и запоминающихся песен на афганскую тему. Не случайно, с годами у неё появляется всё больше и больше новых поклонников, и не случайно, что с самого начала своей необычной истории  большинством слушателей она воспринимается, как самая настоящая легенда русского военного Шансона. Вся известная информация о песне "Колонна" ("Наливник") размещена по адресу http://pereval-sa.narod.ru/tekstvv.kolonna.htm.
Песни «А.НЕМЦА» вошли в репертуары и других исполнителей русского шансона:
Леонид Азбель и гр. «Мишки на Севере», Вика Чинская и гр. «Ланжерон», Папа Радж и гр. «Ботва», Александр Заборский, Александр Волокитин, группа «Голубые Молнии» (ВДВ) и др.
Альбомы и песни муз. проекта «А.НЕМЕЦЪ»  издавались в различных популярных сериях дисков и отдельно. Назовём лишь некоторые из них: серия «Классика русского шансона», серия «5-ти звёздочный шансон», серия «Коллекция шансона», «Золотые хиты русского шансона», «Антология русского шансона от А до Я», «Блатной хит», «Энциклопедия русского шансона» и т.д.. Отдельные диски выпускались и тиражировались студиями «Русский стиль», «B.L.A.T. Records» (Сергей Чигрин), «Союз», «Ле Гран» (Иван Саламасов) и другими, в том числе различными пиратскими издателями.
На сегодняшний день известно 2 записи, 7 альбомов и 3 авторских сборника песен музыкального проекта «А.НЕМЕЦЪ» (помимо текстов В.Воронежского в альбомах проекта использовано несколько текстов Валерия Шайбеля, Юрия Печурова и Сергея Семянникова).
Альбомы:
- «Несмотря ни на что» Воронеж - 1989
- «Зона выживания» Москва - 1990
- «В наши суетные дни» С-Петербург - 1992
- «Черта» Урал - 1996
- «Натура» Урал - 1998
- «Не грустите, лысые» Урал - 2001
- «История Тридевятого Государства» Россия - 2011

Сборники:
- Сборник песен «А.НЕМЦА» №1- 1995
- «Свидетель Бог» Москва – 1996
- «Юбилейная коллекция песен «А.НЕМЦА» Россия – 2009

Записи:
- «Галиматья» Нерюнгри – 1987
- «Свидетель Бог» Урал – 1995

В 1995-1996 г.г. В.Воронежским, при содействии Виктора Золотухина (сайт «Классика русского шансона») и Сергея Борзунова (ЧГТРК), в рамках передачи «Уральский меридиан» на Челябинском областном радио, был создан авторский цикл радиопередач «Феномен искусства» (информационный проект «Соло»). Цикл неформальных передач был посвящён профессиональным и самодеятельным творческим коллективам, проектам, личностям Челябинска и Челябинской области: капелла «Металлург», группа «Иваныч» (Валерий Ярушин) и группа «Ариэль», группа «Резиновый дедушка», группа братьев Кацевых «Мне хорошо», фолк группа «Живая вода», художник Александр Разбойников и многие, многие другие.
В 1996 году на уральской базе музыкального проекта «А.НЕМЕЦЪ» (студия «Даль» имени С.С.Т.) В.Воронежским осуществляется некоммерческая запись сборника песен «Барды Южного Урала» с участием лучших авторов и исполнителей столицы Южного Урала того времени, таких как Татьяна Фоменко, Андрей Крамаренко, Лев Канель, Игорь Косарев, Яна Симон, Игорь Кульгин, Домро, Стас Фёдоров (звукорежиссёр – Павел Столбов). Сейчас сборник "Барды Южного Урала" входит в Каталог аудиовизуальных документов Челябинской областной универсальной научной библиотеки.
К сожалению, в биографии В.Воронежского очень мало полностью открытых для публикаций страниц. Например, можно разыскать лишь поверхностные сообщения о пересечении творческой судьбы создателей муз.проекта «А.НЕМЕЦЪ» и творческих путей А.Новикова, В.Асмолова, Н.Джигурды, В.Ярушина (гр. «Ариэль» и «Иваныч»), гр. «Сектор Газа», российско-американского журналиста Алекса Сингала,  эпатажного восточного публициста Ядгора Норбутаева, уральского журналиста, прозаика и продюсера В.Золотухина, уральского поэта С.Семянникова, уральского художника А.Разбойникова, воронежского живописца Н.Трощенкова и др. 
Или, например, не многие поклонники одного из вариантов песни «Утро из перламутра», успешно исполняемой различными детскими коллективами, знают, что её текст был написан совместно В.Воронежским и Юрием Печуровым автором слов детского шлягера «До свидания, Дания!», с которым солист популярной детской группы «Непоседы» Сева Полищук стал победителем телешоу "Утренняя Звезда" Юрия Николаева.
Только лишь в последние годы занавес закрытости над технологиями осуществления всех самых  значимых публичных акций муз. проекта «А.НЕМЕЦЪ», начал постепенно приподниматься. Но, в свою очередь, какие силы и структуры стоят за такими, можно сказать, не системно культовыми фигурами, как В.Воронежский и А.Немец, мы узнаем, вероятнее всего, ещё не скоро.
Что же касается периодически появляющихся и распространяемых слухов о закрытии проекта, то они никогда не соответствовали действительности. В настоящее время основные базы музыкального проекта «А.НЕМЕЦЪ» размещаются в столице ЦЧР и в столице Южного Урала.
Диски с альбомами музыкального проекта «А.НЕМЕЦЪ»:
- Серия "Классика русского шансона" №26 (альбом «Несмотря ни на что»)
- Серия "Классика русского шансона" №16 (альбом «Зона выживания»)
- Серия "Классика русского шансона" №2  (альбом «В наши суетные дни»)
- Серия "Русский шансон" диск "Судьба воровская" (альбом «В наши суетные дни»)
- Серия «5-ти звёздочный шансон» (альбом «В наши суетные дни»)
- Диск «Черта» Москва, B.L.A.T. Records (альбом «Черта»)
- Серия "Блатной хит" №4 – 2001 (альбом «Черта»)
- Серия "Русский шансон" диск «Лагерный вальс» (альбом «Черта»)
- Серия «Коллекция шансона» №5 (альбом «Черта»)
- Диск «Не грустите, лысые» Москва, B.L.A.T. Records (альбом «Не грустите, лысые»)

Наиболее известные диски с отдельными песнями музыкального проекта «А.НЕМЕЦЪ»:
- «Антология шансона от А до Я» №3 – 2011
- «Энциклопедия Русского Шансона»
- «Золотые хиты Русского Шансона» №1
- «Классика русского шансона» №1
- «Классика русского шансона» №3
- «Классика русского шансона» №14
- «Дороги» («гр. «Голубые Молнии» ВДВ)
- «Наш 345 полк» («гр. «Голубые Молнии» ВДВ)
- «Солдатская песня. Псков 2004» («гр. «Голубые Молнии» ВДВ)
- «Дембельский» («гр. «Голубые Молнии» ВДВ)
- «Дембельский альбом» («гр. «Голубые Молнии» ВДВ)
- «За ВДВ!» (С.Тимофеев и гр. «Голубые Молнии» ВДВ)
- «От Афганистана до Дагестана» (С.Тимофеев и гр. «Голубые Молнии» ВДВ)
- «50/50 Русское Радио с Авто Рай»
- «Настоящий шансон 2010 года от Europa Plus»
- «Архив ресторанной музыки. Золотые хиты шансона»
- «1000% ресторанные хиты» 2008
- «В шумном зале ресторана. Ресторанные хиты 2010»
- «Песни для вашего столика. Сборник ресторанных песен» 2011
- «Улётная сотка шансона 2010» №5
- «Золотой шансон» 2011
- «Сборник шансона №3» 2009
- «Душевная лирика» 2010
- «Калина красная» 2010
- «Лирика лагерей»
- «Конкретные песни о жизни» 2010
- «Кураж судьбы-2»
- «Билет до Магадана» (В.Чинская)
- «В гостях у мурки-2» (В.Чинская)
- «Столыпинский вагончик» (Папа Радж)
- «Хиты с катушек» №52 (Папа Радж)
- «В края далёкие» (Л.Азбель и гр. «Мишки на севере»)
- «Леонид Азбель – 2009»
- «Блатные купола» (А.Заборский)
- «Забор и компания – 2006» (А.Заборский)
- «Хит-парад шансона» 2010
- «Дальнобойщик. Правильные клипы!!!»
- «Лагерный шансон» 2002
- «Споём жиган» №6 – 2010
- «Криминальная Россия» №2 – 2000
- «200 хитов. Гоп-Стоп Шансон» 2009
- «200 хитов. Для вас, братва» 2009
- «200 самых блатных клипов. Хитовый сборник» 2010
- «200 лучших клипов. ХХХL Арестантский»
- «Степной ковыль. Самые блатные хиты» 2008
- «Блатной Super Хит 28» (2001)
- «Самые блатные хиты. Этап»
- «Блат. Дорога»
- «Блат-кабак»
- «Блат-Таттоо»
- «Блат. Пора по бабам»
- «Блатной рай»
- «Блатные хиты из 90-х»
- «Блатной суперхит 2010»
- «Блатной хит» №4 – 2004
- «Блатной зимний чарт»
- «Зимние песни блатного радио» №3 – 2010
- «Бандитская пуля» №6 – 2002
- «Воровской прогон» 2008
- «Воровской» 2009
- «Эх, портаки-наколочки» 2005
- «Наливай, браток» 2009
- «Братва фартовая»
- «Запрет на волю» 2009
- «Козырные тузы» 2010
- «Козырная колода»
- «МР3-200 Шансон.ru»

## Статьи
- В.Михайлов. «Классические тайны русского шансона».
- «Шоу без берегов». Архивировано 24 сентября 2015 года.
- «Рассекреченный шансон».
- "Некоторые открытия и заблуждения поклонников и критиков творчества "А.НЕМЦА".
- «Не цензура, так золотуха».
- Я.Норбутаев. "Чёрно-белый московский аист". Архивировано из оригинала 13 октября 2013 года.
- «По следам слухов о музыкальном проекте "А.НЕМЕЦЪ".
- Мишель Прокофьев. "А.НЕМЕЦЪ – спец.проект или реальный человек?".
- "Неофициальный обзор статьи "Александр НЕМЕЦЪ. Официальная биография".
- "Спасти рядовую балерину Волочкову".
- "Краткая история Воронежского Шансона".
- «4:0 в пользу Шансона».
- Н. Плотникова. «Виват, «Виктория»!».
- Вся известная информация о песне "Колонна" ("Наливник").
- "Alex Singal о себе и о шансоне".